# Droga wojewódzka 465
Die Droga wojewódzka 465 (DW 465) ist eine zwei Kilometer lange Droga wojewódzka (Woiwodschaftsstraße) in der polnischen Woiwodschaft Opole, die Żelazna mit Dobrzeń Mały verbindet. Die Strecke liegt im Powiat Opolski.

## Streckenverlauf
Woiwodschaft Opole, Powiat Opolski
-  Żelazna (Zelasno) (DW 459)
-  Dobrzeń Mały (Klein Döbern) (DK 454)